# 全国農業新聞
全国農業新聞（ぜんこくのうぎょうしんぶん）は、日本の地方農政機関である農業委員会の全国組織である全国農業会議所が発行する機関紙である。主に農政を取り上げる。

## 概要
原則として毎週金曜日発行の専門紙。ただ「月4回発行」のため、金曜日が5回ある月の場合は最終金曜日は休刊となる。発行部数は非公表。
ライバル紙の日本農業新聞が農協系の新聞なのに対し、こちらは発行母体が農業委員会の全国組織であるため、主に農政関連の話題が主体の紙面構成となっている。